# Gonzalo Mastriani
Gonzalo Mathías Mastriani Borges (ur. 28 kwietnia 1993 w Montevideo) – urugwajski piłkarz pochodzenia włoskiego występujący na pozycji napastnika, od 2025 roku zawodnik brazylijskiego Botafogo.